# Våmbs distrikt
Våmbs distrikt är ett distrikt i Skövde kommun och Västra Götalands län. 
Distriktet ligger väster om Skövde.

## Tidigare administrativ tillhörighet
Distriktet inrättades 2016 och utgörs av en del av området Skövde stad omfattade till 1971, delen som före 1952 utgjorde Våmb.
Området motsvarar den omfattning Våmbs församling hade vid årsskiftet 1999/2000.